# Sebastian Stalder
Pour les articles homonymes, voir Stalder.
Sebastian Stalder est un biathlète suisse, né le 19 janvier 1998.

## Biographie
Sebastian Stalder naît le 19 janvier 1998. Il est originaire de Wald dans le canton de Zurich. Son frère Gion est également biathlète.
Plus jeune, il a également tiré à l'arbalète. Avec l'aide de son père, il a modifié la crosse de son fusil.

## Carrière

### Débuts
Il participe aux Jeux olympiques de la jeunesse de 2016 à Lillehammer.
Il fait ses débuts en coupe du monde en mars 2018 lors d'un sprint à Oslo,.
Aux championnats du monde juniors, il se classe cinquième de l'individuel en 2019 à Osrblie puis remporte la médaille de bronze de la même épreuve en 2020 à Lenzerheide,.
Il termine septième de la mass-start des championnats du monde de 2023 à Oberhof.
Il commence la saison 2023-2024 à Östersund par une cinquième sur l'individuel, égalant son meilleur résultat en coupe du monde. Ensuite il se classe notamment neuvième du sprint d'Oberhof début janvier 2024. Aux Championnats du monde 2024 à Nove Mesto en Tchéquie, il manque de peu la médaille de bronze du relais mixte avec la Suisse, sa coéquipière Amy Baserga ne parvenant pas à résister à la Suédoise Elvira Öberg dans le final de l'épreuve. Il termine les mondiaux en prenant la septième place du départ groupé, comme l'année précédente.

## Palmarès

### Jeux olympiques
| Édition / Épreuve          | Individuel | Sprint | Poursuite | Mass start | Relais | Relais mixte |
| Jeux olympiques 2022 Pékin | 53e        | 27e    | 36e       | —          | 12e    | 8e           |

Légende :
- — : non disputée par Sebastian Stalder

### Championnats du monde
| Mondiaux / Épreuve        | Individuel | Sprint | Poursuite | Mass start | Relais | Relais mixte | Relais mixte simple |
| 2023 Oberhof              | 16e        | 37e    | DNS       | 7e         | 6e     | 7e           | —                   |
| 2024 Nové Město na Moravě | 28e        | 50e    | 42e       | 7e         | 14e    | 4e           | —                   |
| 2025 Lenzerheide          |            | 13e    | 27e       |            |        | 6e           |                     |

Légende :
- DNS : non partant
- — : non disputée par Sebastian Stalder

### Coupe du monde
- Meilleur classement général : 17e en 2023.
- Meilleur résultat individuel : 5e.

Mis à jour le 13 janvier 2023

#### Classements en Coupe du monde
| Saison    | Classement général final | Individuel | Sprint | Poursuite | Mass start |
| 2021-2022 | 40e                      | 40e        | 33e    | 52e       | 46e        |
| 2022-2023 | 17e                      | 16e        | 26e    | 22e       | 5e         |
| 2023-2024 | 19e                      | 13e        | 19e    | 20e       | 18e        |

### Championnats du monde juniors
| Épreuve / Édition          | Individuel | Sprint | Poursuite | Relais |
| 2017 (cat. jeunes) Osrblie | 10e        | 40e    | 25e       | 5e     |
| 2018 Otepää                | 15e        | 20e    | 20e       | 9e     |
| 2019 Osrblie               | 5e         | 21e    | 18e       | 9e     |
| 2020 Lenzerheide           | 3e         | 25e    | 15e       | 5e     |